# Gustave Borginon
Gustave Julien Elie (Gustaaf) Borginon (Pamel, 29 februari 1852 - 15 oktober 1922) was een Belgisch volksvertegenwoordiger.

## Levensloop
Borginon volgde middelbaar onderwijs aan het college van Enghien, waarna hij in 1875 tot doctor in de geneeskunde promoveerde aan de Katholieke Universiteit Leuven, met verdere specialisaties in Wenen, Parijs, Londen en Edinburgh. In 1877 vestigde hij zich als arts in Brussel en hij bleef ook bedrijvig op wetenschappelijk gebied. Bovendien speelde hij een belangrijke rol in het artsensyndicalisme als secretaris en erevoorzitter van de Fédération médicale belge. Van 1894 tot 1900 was hij tevens lid van de Provinciale Geneeskundige Commissie.
Hij werd politiek actief binnen de Katholieke Partij, waar hij tot de flamingantische vleugel behoorde. Voor deze partij was hij van 1884 tot 1888 provincieraadslid van Brabant, van 1895 tot 1912 gemeenteraadslid van Schaarbeek en van 1912 tot 1919 volksvertegenwoordiger voor het arrondissement Brussel. Tijdens zijn politieke loopbaan had hij een bijzondere aandacht voor onderwijszaken.
In 1908 was hij medeondertekenaar van Vertoogschrift der katholieke Vlamingen aan de bisschoppen, waarin het recht op Nederlandstalig onderwijs werd uitgesproken. Toen de Katholieke Vlaamsche Bond in 1912 in het arrondissement Brussel moest plooien voor de francofone druk uit de hoofdstad, kreeg hij bij de parlementsverkiezingen de onverkiesbare veertiende plaats toegewezen, ook al was hij bestuurslid van de katholieke kiesverenigingen en lid van het hoofdbestuur van de Katholieke Vlaamsche Landsbond. Omdat de flaminganten van het arrondissement Brussel en het grootste deel van de parochiegeestelijkheid op het platteland massaal campagne voerden voor Borginon, raakte hij met ongeveer 8.000 stemmen toch verkozen in de Kamer.
In het parlement viel hij op door zijn interventies op Vlaams gebied. Zo kon Borginon in 1913 bewijzen dat er in het Belgische leger meer Vlamingen gestraft of weggezonden werden dan Walen. Volgens hem was dit verklaarbaar door de miskenning van hun taal en de daaruit voortvloeiende behandeling. In 1914 keerde hij terug naar zijn geboortestreek.
Hij was de oom van de politicus Hendrik Borginon, die mee aan de basis lag van de Vlaamse emancipatie. Daarnaast was hij ook lid van het Brusselse Propagandacomité voor de vervlaamsing van de Gentse universiteit.

## Publicaties
- L'avant-projet de loi sur l'exercice des professions médicales, Brussel, 1899.
- La question de l'Université flamande, Brussel, 1911